# 寂光寺

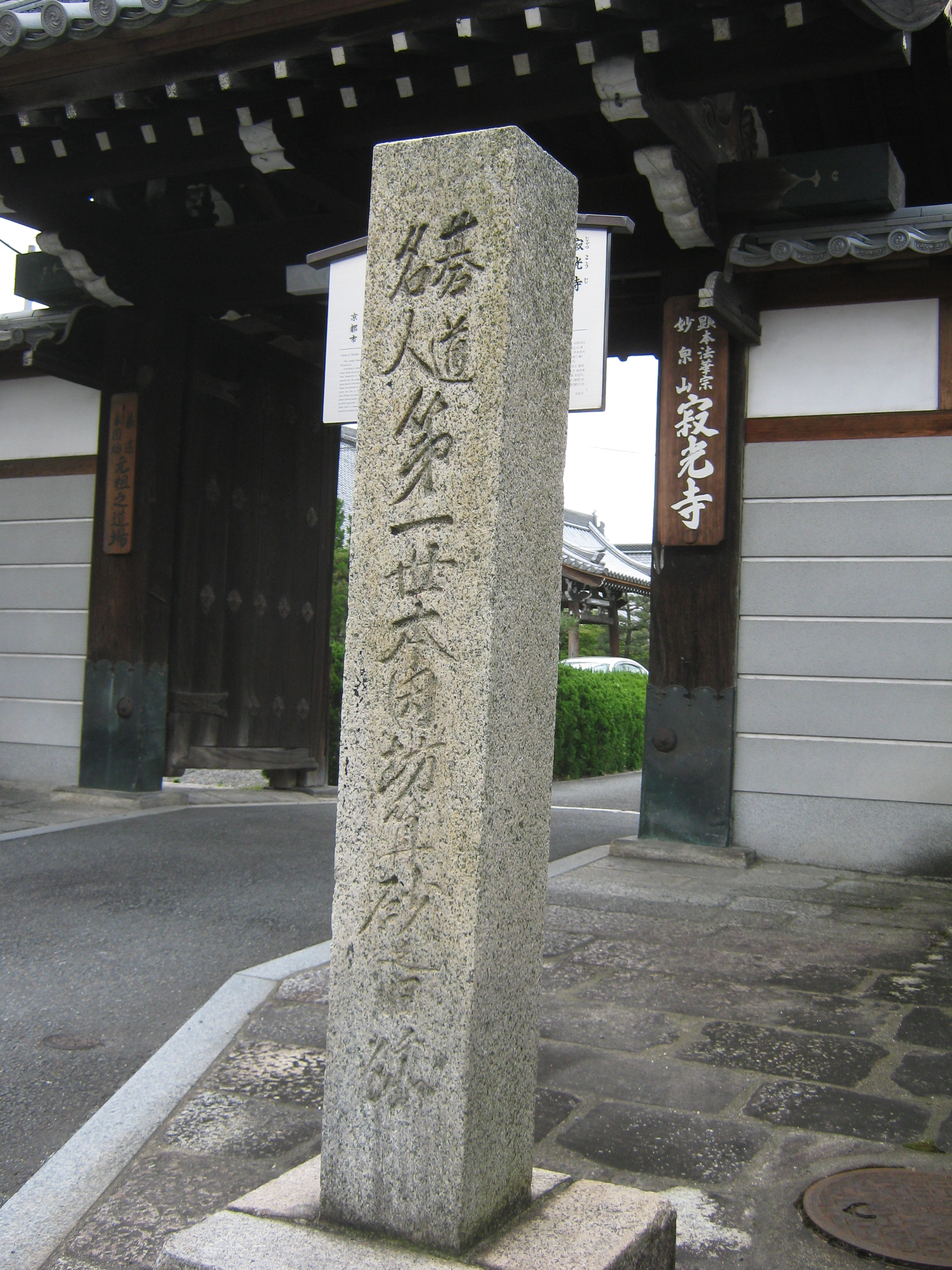
第一世本因坊算砂旧跡、京都市左京区仁王門通東大路西入南側寂光寺前

寂光寺（じゃっこうじ）は、京都府京都市左京区にある、顕本法華宗の本山。山号は妙泉山。宏師寮法縁。
日淵は室町近衛に久遠院を建立し、その後、京極二条に移し、空中山寂光寺と称した。日淵は安土宗論に参加するが、敗者とされた。その後、日淵は弟子の教育に力を注ぎ、名僧・日海を輩出し法華宗の発展に大きく寄与することとなった。日海は塔頭の本因坊に住み、後に本因坊算砂と号した。当時、碁技に優れ、敵手無く、織田信長から名人と称揚された。以降、本因坊の名称は碁界家元の地位をもち、襲名継承される様になった。なお、本因坊道策の時に寂光寺から江戸に移った。近年、妙泉山寂光寺と改称した。

## 歴史
- 1578年（天正6年）日淵は室町近衛に久遠院を建立する。
- 1579年（天正7年）安土宗論に久遠院から日淵が臨む。
- 1590年（天正18年）豊臣秀吉の命により、京極二条に移転する。
- 1591年（天正19年）妙泉寺の寺内に移転合併し、空中山寂光寺と改称する。
- 1708年（宝永5年）宝永の大火により焼失する。
- 1708年（宝永5年）現在の地に移転し、再建する。

## 寺宝
- 法華経八巻
- 竹雁図
- 四季図屏風
- 初代算砂日海上人肖像画
- 囲碁狂歌
- 近衛関白公拝領碁盤
- 碁器

## 年中行事
- 3月　春季彼岸会
- 5月16日　初代本因坊算砂上人報恩会
- 9月　秋季彼岸会
- 11月　宗祖日蓮大聖人御式会

## その他
- 本因坊算砂墓所
- 本因坊算悦墓所
- 本因坊道悦墓所
- 本因坊道策墓所